# Gebührenstreitwert
Nach deutschem Recht werden Gebühren für Gericht und Rechtsanwälte bei gerichtlichen Streitigkeiten in vielen Fällen nach dem Gebührenstreitwert berechnet (in anderen Fällen gibt es feste Sätze oder Gebührenrahmen). Dieser orientiert sich, vereinfacht gesagt, am in Geld ausgedrückten Wert des Streitgegenstands. Das Anwaltshonorar und die Gerichtskosten werden dann anhand einer Tabelle berechnet, die jedem Streitwertbereich eine feste Gebühr zuordnet. Je nach Umfang des Rechtsstreits und der Tätigkeit von Gericht und Anwälten können mehrere Gebühren anfallen.

## Deutschland
Sinn und Grundlage dieser Berechnung ist die deutsche Besonderheit, dass die im Prozess unterlegene Partei die Kosten des Siegers erstatten muss. Ausnahmen von diesem Erstattungszwang sind möglich, zum Beispiel im Arbeitsrecht. Durch die Berechnung der Gebühren anhand einer feststehenden Tabelle ist so das Prozessrisiko  berechenbar, da höhere Gebühren, als die Tabelle ausweist, nicht erstattet werden müssen.
Der Gebührenstreitwert wird im Gerichtskostengesetz (GKG), in der Kostenordnung (KostO) und seit dem 1. Juli 2004 im Rechtsanwaltsvergütungsgesetz (RVG) geregelt.
Für Streitigkeiten der allgemeinen Verwaltungsgerichtsbarkeit hat das Bundesverwaltungsgericht einen Streitwertkatalog veröffentlicht.  
Der Gebührenstreitwert ist zu unterscheiden vom Zuständigkeitsstreitwert, der darüber entscheidet, welches Gericht sachlich für einen Rechtsstreit zuständig ist. In der Praxis ist hier in der Regel die Abgrenzung der Zuständigkeit des Landgerichts und des Amtsgerichts betroffen. Der Zuständigkeitsstreitwert bestimmt sich nach den Vorschriften der Zivilprozessordnung (ZPO).
Der Streitwert wird jeweils vom Gericht durch Beschluss festgesetzt.
Der gerichtliche Streitwert und der Wert der anwaltlichen Tätigkeit müssen nicht übereinstimmen. Erledigt sich etwa ein Teil des Verfahrens vor der mündlichen Verhandlung bleibt der Gebührenstreitwert in der Instanz unverändert, für die anwaltliche Tätigkeit in der mündlichen Verhandlung gilt aber nur noch der geringere Streitwert. Der Wert der anwaltlichen Tätigkeit wird vom Gericht des ersten Rechtszugs nur auf Antrag festgesetzt (§ 33 RVG).

## Österreich
In Österreich kann der Gebührenstreitwert vom Honorarstreitwert unterschiedlich sein. Der Streitwert für die Gerichtsgebühren ist im Gerichtsgebührengesetz (GGG) geregelt. Im Regelfall handelt es sich dabei um die geltend gemachte Forderung. In bestimmten Fällen, wie beispielsweise bei der Räumung einer Wohnung, ist der Gebührenstreitwert jedoch explizit festgelegt. 